# Santa Elena (Entre Ríos)
Santa Elena é um município da província de Entre Ríos, na Argentina.